# Monticello (Arkansas)
Monticello é uma cidade localizada no estado americano de Arkansas, no Condado de Drew.

## Demografia
Segundo o censo americano de 2000, a sua população era de 9146 habitantes.
Em 2006, foi estimada uma população de 9128, um decréscimo de 18 (-0.2%).

## Geografia
De acordo com o United States Census Bureau, a localidade tem uma área de 27,8 km², sem área coberta por água.

## Localidades na vizinhança
O diagrama seguinte representa as localidades num raio de 40 km ao redor de Monticello.